# لرزش‌های دوطرفه ۲
لرزش‌های دوطرفه ۲ (انگلیسی: Bayside Shakedown 2) دومین فیلمی است که بر اساس مجموعه تلویزیونی محبوب Bayside Shakedown ساخته شده‌است، که به دلیل نمایش منحصر به فرد و طنزآمیزش از نیروی پلیس ژاپن و در عین حال دوری از قراردادهایی که بیشتر درام‌های پلیسی را تعریف می‌کنند، شناخته می‌شود.